# Sabeer Bhatia
Sabeer Bhatia (pendjabi : ਸਬੀਰ ਭਾਟਿਯਾ, hindi : सबीर भाटिया), est un entrepreneur indo-américain notable pour avoir cofondé le service de courrier électronique Hotmail, futur Windows Live Hotmail.

## Biographie
Sabeer Bhatia naît le 30 décembre 1968 à Chandigarh.
Il quitte l'Inde pour la Californie à 19 ans avec 250 dollars en poche. Là, il intègre l'université Stanford.
Il fonde Hotmail avec un camarade d'université et, en 1997, vend sa société à Bill Gates pour 400 millions de dollars.
De retour à Bangalore, il crée en 2005 une société de logiciels, InstaColl.
Cette nouvelle société à pour but de refaire une suite bureautique, sur l'exemple de Microsoft Office ou encore de LibreOffice.